# Comitatul Waupaca, Wisconsin
Comitatul Waupaca este situat  în statul Wisconsin din Statele Unite. Sediul acestuia este Waupaca. Conform recensământului din anul 2000, populația sa a fost 51.731 de locuitori.

## Geografie
Potrivit Biroului Recensământului SUA, comitatul are o suprafață totală de 765 mile² (1.981 km²) din care 751 mile² (1.945 km²) este uscat și 14 mile² (36 km²)(1,86%) este apă.

### Comitate învecinate
- Shawano - nord
- Outagamie - est
- Winnebago - sud-est
- Waushara - sud-vest
- Portage - vest
- Marathon - nord-vest

### Drumuri importante
| - U.S. Highway 10 - U.S. Highway 45 - Wisconsin Highway 22 - Wisconsin Highway 49 - Wisconsin Highway 54 | - Wisconsin Highway 76 - Wisconsin Highway 96 - Wisconsin Highway 110 - Wisconsin Highway 161 - Wisconsin Highway 156 |

### Orașe, sate și orășele
| - Bear Creek - Big Falls - Caledonia - Clintonville - Dayton - Dupont - Embarrass - Farmington - Fremont (orășel) - Fremont - Harrison - Helvetia | - Iola (orășel) - Iola - Larrabee - Lebanon - Lind - Little Wolf - Manawa - Marion (parțial) - Matteson - Mukwa - New London (parțial) | - Ogdensburg - Royalton - Scandinavia (orășel) - Scandinavia - St. Lawrence - Union - Waupaca (orășel) - Waupaca - Weyauwega (orășel) - Weyauwega - Wyoming |

### Comunități fără personalitate juridică
- Buckbee
- Chain O' Lakes
- Cobb Town
- Hunting
- King
- Lind Center
- Northland
- North Readfield
- Northport
- Readfield
- Royalton
- Rural
- Sheridan
- Symco

## Demografie
|  | Graficele sunt indisponibile din cauza unor probleme tehnice. Mai multe informații se găsesc la Phabricator și la wiki-ul MediaWiki. |

Date: Wikidata - grafică realizată de Wikipedia